# Théorème de la variance totale
En théorie des probabilités, le théorème de la variance totale ou formule de décomposition de la variance, aussi connu sous le nom de Loi d'Eve, stipule que si X et Y sont deux variables aléatoires sur un même espace de probabilité, et si la variance de Y est finie, alors 
{\displaystyle \operatorname {Var} [Y]=\operatorname {E} _{X}(\operatorname {Var} [Y\mid X])+\operatorname {Var} _{X}(\operatorname {E} [Y\mid X]).\,}
Certains auteurs appellent cette relation formule de variance conditionnelle. Dans un langage peut-être mieux connu des statisticiens que des spécialistes en probabilité, les deux termes sont respectivement les composantes "non-expliquée" et "expliquée" de la variance (cf. fraction de variance non expliquée, variation expliquée). En science actuarielle, en particulier en théorie de la crédibilité, le premier terme est appelé la valeur attendue de la variance du processus (EVPV) et le second est appelé variance des moyenne hypothétiques (VHM).
Il existe une formule générale de la décomposition de la variance pour c ≥ 2 composantes (voir ci-dessous). Par exemple, pour deux variables aléatoires conditionnantes :
{\displaystyle {\begin{alignedat}{3}\operatorname {Var} [Y]&=&\operatorname {E} (\operatorname {Var} [Y\mid X_{1},X_{2}])+\operatorname {E} (\operatorname {Var} [\operatorname {E} [Y\mid X_{1},X_{2}]\mid X_{1}])\\&&+\operatorname {Var} (\operatorname {E} [Y\mid X_{1}]),\,\end{alignedat}}}
ce qui découle du théorème de la variance totale :
{\displaystyle \operatorname {Var} [Y\mid X_{1}]=\operatorname {E} (\operatorname {Var} [Y\mid X_{1},X_{2}]\mid X_{1})+\operatorname {Var} (\operatorname {E} [Y\mid X_{1},X_{2}]\mid X_{1}).\,}
Notons que l'espérance conditionnelle E(Y | X) est elle-même une variable aléatoire, dont la valeur dépend de la valeur de X. L'espérance conditionnelle de Y sachant l'événement X = x est une fonction de x (il est important d'être rigoureux dans les notations utilisées en théorie des probabilités). Si on écrit E(Y | X = x ) = g(x) alors la variable aléatoire E(Y | X) est simplement g(X). On adapte cette remarque à la variance conditionnelle.
Un cas particulier remarquable (similaire à la formule des espérances totales) est celui où {\displaystyle A_{1},A_{2},\ldots ,A_{n}} est une partition de l'espace ambiant, c'est-à-dire que ces événements sont deux à deux disjoints et que leur union est égale à tout l'espace. Alors, on a 
| {\displaystyle \operatorname {Var} (X)=} | {\displaystyle \sum _{i=1}^{n}{\operatorname {Var} (X\mid A_{i})\operatorname {P} (A_{i})}}                                                                         |
|                                          | {\displaystyle +\sum _{i=1}^{n}{\operatorname {E} (X\mid A_{i})^{2}(1-\operatorname {P} (A_{i}))\operatorname {P} (A_{i})}}                                         |
|                                          | {\displaystyle -2\sum _{i=2}^{n}\sum _{j=1}^{i-1}\operatorname {E} (X\mid A_{i})\operatorname {P} (A_{i})\operatorname {E} (X\mid A_{j})\operatorname {P} (A_{j}).} |

Dans cette formule, le premier terme est l'espérance de la variance conditionnelle ; les deux autres lignes correspondent à la variance de l'espérance conditionnelle.

## Preuve
Le théorème de la variance totale peut être démontré en utilisant la formule des espérances totales. 
Tout d'abord 
{\displaystyle \operatorname {Var} [Y]=\operatorname {E} [Y^{2}]-[\operatorname {E} [Y]]^{2}}
par définition de la variance. On applique ensuite la formule des espérances totales à chaque terme en conditionnant par la variable aléatoire X :
{\displaystyle =\operatorname {E} \left[\operatorname {E} [Y^{2}\mid X]\right]-[\operatorname {E} [\operatorname {E} [Y\mid X]]]^{2}}
On réécrit alors le moment conditionnel d'ordre 2 de Y en termes de sa variance et de son moment d'ordre 1 :
{\displaystyle =\operatorname {E} \left[\operatorname {Var} [Y\mid X]+[\operatorname {E} [Y\mid X]]^{2}\right]-[\operatorname {E} [\operatorname {E} [Y\mid X]]]^{2}}
Puisque l'espérance est linéaire, les termes peuvent être regroupés :
{\displaystyle =\operatorname {E} [\operatorname {Var} [Y\mid X]]+\left(\operatorname {E} [[\operatorname {E} [Y\mid X]]^{2}]-[\operatorname {E} [\operatorname {E} [Y\mid X]]]^{2}\right)}
Finalement, les termes entre parenthèses peuvent être vus comme la variance de l'espérance conditionnelle E[Y|X] :
{\displaystyle =\operatorname {E} [\operatorname {Var} [Y\mid X]]+\operatorname {Var} [\operatorname {E} [Y\mid X]]}

## Décomposition générale de la variance applicable aux systèmes dynamiques
La formule suivante montre comment appliquer la formule générale de la décomposition de la variance (issue de la théorie de la mesure) aux systèmes dynamiques stochastiques. 
Soit Y(t) la valeur du système au temps t. On suppose que l'on connait les filtrations naturelles {\displaystyle H_{1t},H_{2t},\ldots ,H_{c-1,t}}, chacune correspondant à "l'histoire" (trajectoire) d'un ensemble différent de variables du systèmes. Ces ensembles doivent être disjoints. La variance de Y(t) peut être décomposée pour tout temps t, en c ≥ 2 composantes comme suit :
{\displaystyle \operatorname {Var} [Y(t)]=\operatorname {E} (\operatorname {Var} [Y(t)\mid H_{1t},H_{2t},\ldots ,H_{c-1,t}])+\sum _{j=2}^{c-1}\operatorname {E} (\operatorname {Var} [\operatorname {E} [Y(t)\mid H_{1t},H_{2t},\ldots ,H_{jt}]\mid H_{1t},H_{2t},\ldots ,H_{j-1,t}])+\operatorname {Var} (\operatorname {E} [Y(t)\mid H_{1t}]).\,}
La décomposition n'est pas unique, elle dépend de l'ordre dans lequel on a conditionné la suite de décomposition.

## Corrélation et variation expliquée
Dans le cas où (Y, X) sont tels que l'espérance conditionnelle est linéaire, c'est-à-dire quand 
{\displaystyle \operatorname {E} (Y\mid X)=aX+b,\,}
la bilinéarité de la covariance {\displaystyle \operatorname {Cov} (.,.)} conduit à :
{\displaystyle a={\operatorname {Cov} (Y,X) \over \operatorname {Var} (X)}}
et
{\displaystyle b=\operatorname {E} (Y)-{\operatorname {Cov} (Y,X) \over \operatorname {Var} (X)}\operatorname {E} (X)}
et la partie expliquée de la variance, divisée par la variance totale est le carré de la corrélation entre Y et X, c'est-à-dire :
{\displaystyle {\operatorname {Var} (\operatorname {E} (Y\mid X)) \over \operatorname {Var} (Y)}=\operatorname {Corr} (X,Y)^{2}.\,}
Par exemple, on est dans cette situation lorsque (X, Y) est un vecteur gaussien.
Plus généralement, quand l'espérance conditionnelle E( Y | X ) est non linéaire en X
{\displaystyle \iota _{Y\mid X}={\operatorname {Var} (\operatorname {E} (Y\mid X)) \over \operatorname {Var} (Y)}=\operatorname {Corr} (\operatorname {E} (Y\mid X),Y)^{2},\,} 
ce qui peut être estimé comme le R carré d'une régression non linéaire de Y sur X, en utilisant les données tirées de la distribution jointe de (X, Y). Quand E( Y | X ) a une distribution gaussienne (et est une fonction inversible de X), ou si Y a une distribution marginale gaussienne, cette partie expliquée de la variance fixe une borne inférieure sur l'information mutuelle :
{\displaystyle \operatorname {I} (Y;X)\geq \ln([1-\iota _{Y\mid X}]^{-1/2}).\,}

## Moments d'ordre supérieur
Une loi similaire existe pour le moment d'ordre 3 μ3 :
{\displaystyle \mu _{3}(Y)=\operatorname {E} (\mu _{3}(Y\mid X))+\mu _{3}(\operatorname {E} (Y\mid X))+3\,\operatorname {cov} (\operatorname {E} (Y\mid X),\operatorname {var} (Y\mid X)).\,}
Pour les cumulants d'ordre supérieur, une généralisation simple et élégante existe.